# Эстеве, Агустин
Агустин Эстеве Маркес (исп. Agustín Esteve y Marqués; 12 мая 1753, Валенсия — около 1830, Валенсия) — испанский художник-портретист, современник Гойи и Портаньи.

## Биография
Эстеве родился в Валенсии, и, вероятно, был сыном валенсийского скульптора, которого также звали Агустин Эстеве (однако, это не подтверждено документально). Он вырос в Валенсии и получил художественное образование в местной Академии изящных искусств Сан-Карлос. К 1772 году он перебрался в Мадрид, где продолжил своё обучение в столичной Академии изящных искусств Сан-Фернандо. Во время обучения в академии Сан-Фернандо, в том же 1772 году Эстеве получил получил золотую медаль, однако его второе участие в конкурсе на золотую медаль академии (в 1778 году) закончилось неудачно. 
После завершения образования, Эстеве остался работать в Мадриде, где последовательно попал под влияние сперва Антона Рафаэля Менгса, а затем — Гойи.
14 июня 1800 года Эстеве был назначен одним из испанских придворных живописцев. Однако, его жалованье составляло только 6 000 реалов в год, тогда как другие художники получали по 15 000, а Гойя — даже 65 000 реалов. В некоторых случаях, Эстеве поручалось просто копировать работы Гойи, однако, он также создал немало оригинальных портретов представителей испанской высшей аристократии, которые сегодня можно увидеть в целом ряде испанских музеев.

## Галерея

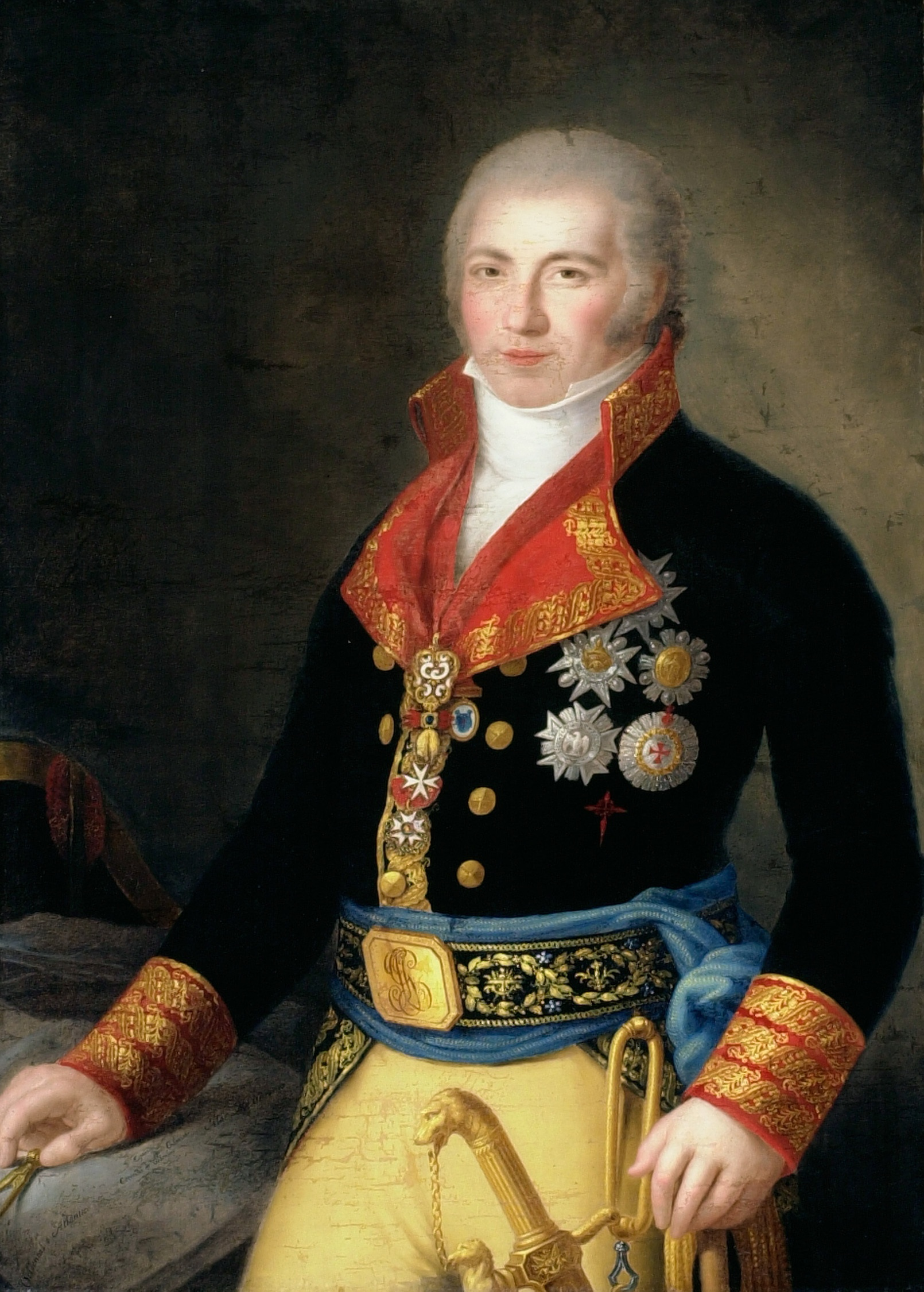
Портрет Мануэля Годоя, Чикагский институт искусств.
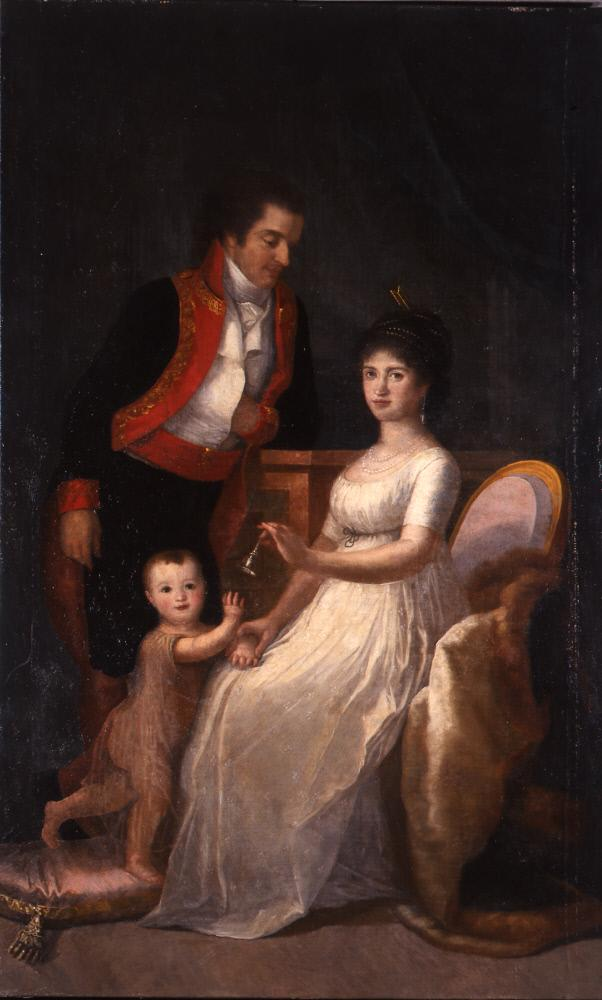
Портрет семьи Виллафранка.
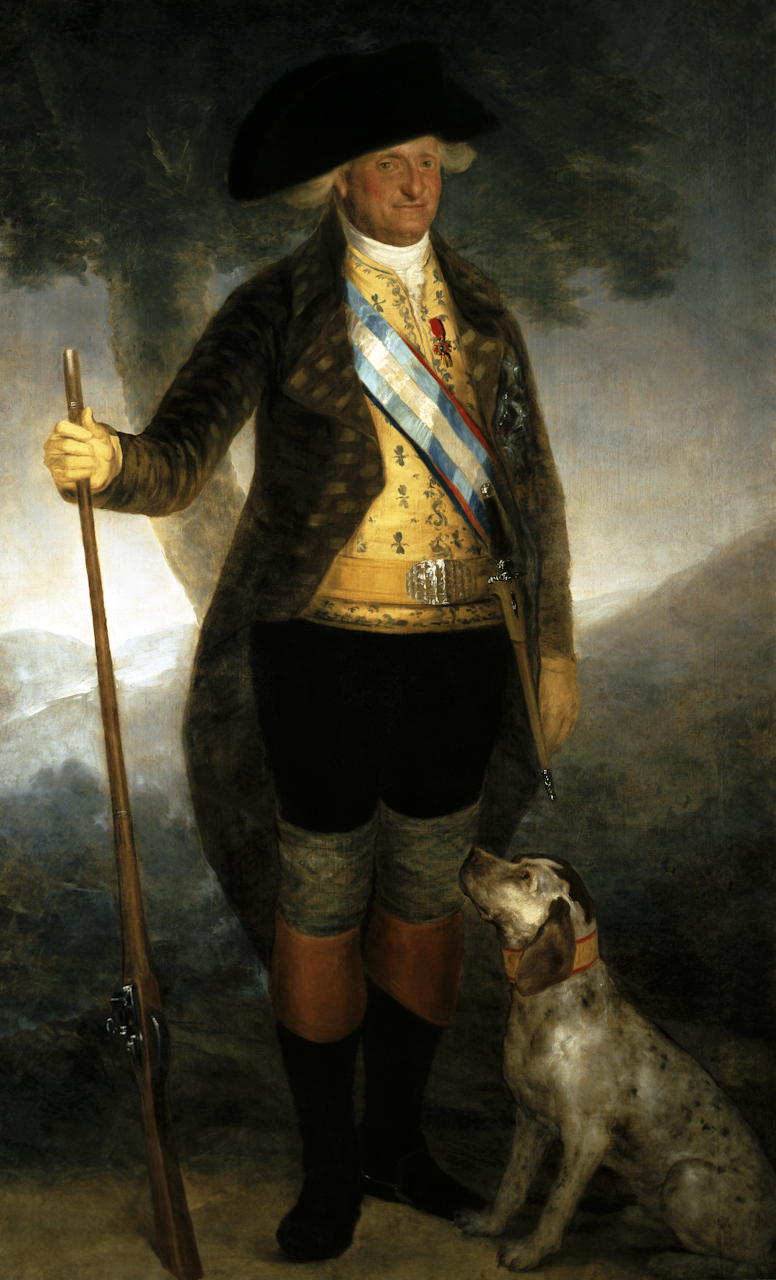
Портрет короля Испании Карла IV, копия с работы Франсиско Гойи, Музей Каподимонте, Неаполь.
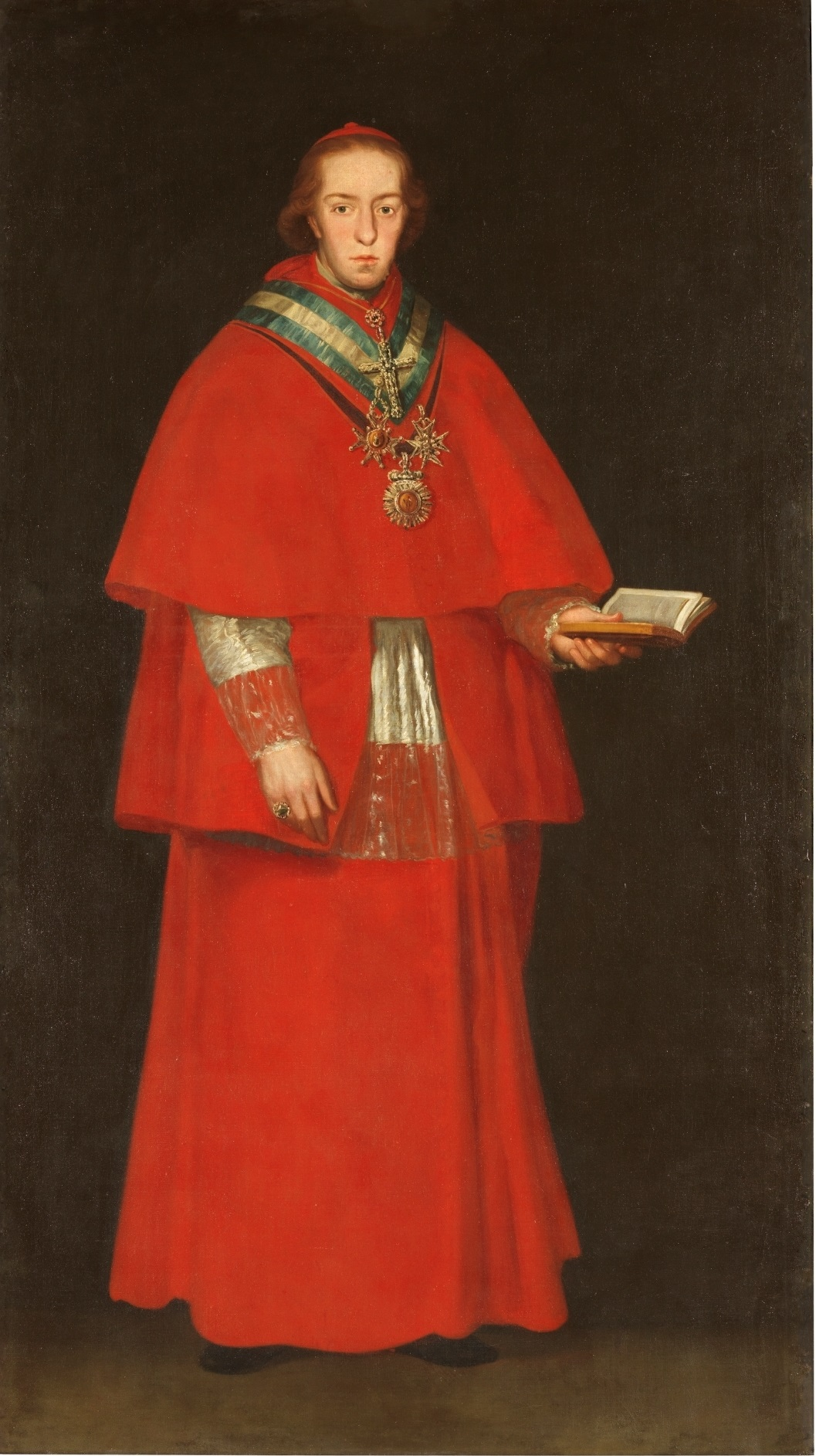
Портрет кардинала Луиса Мария де Бурбона-и-Вальябриги, музей Прадо, Мадрид.
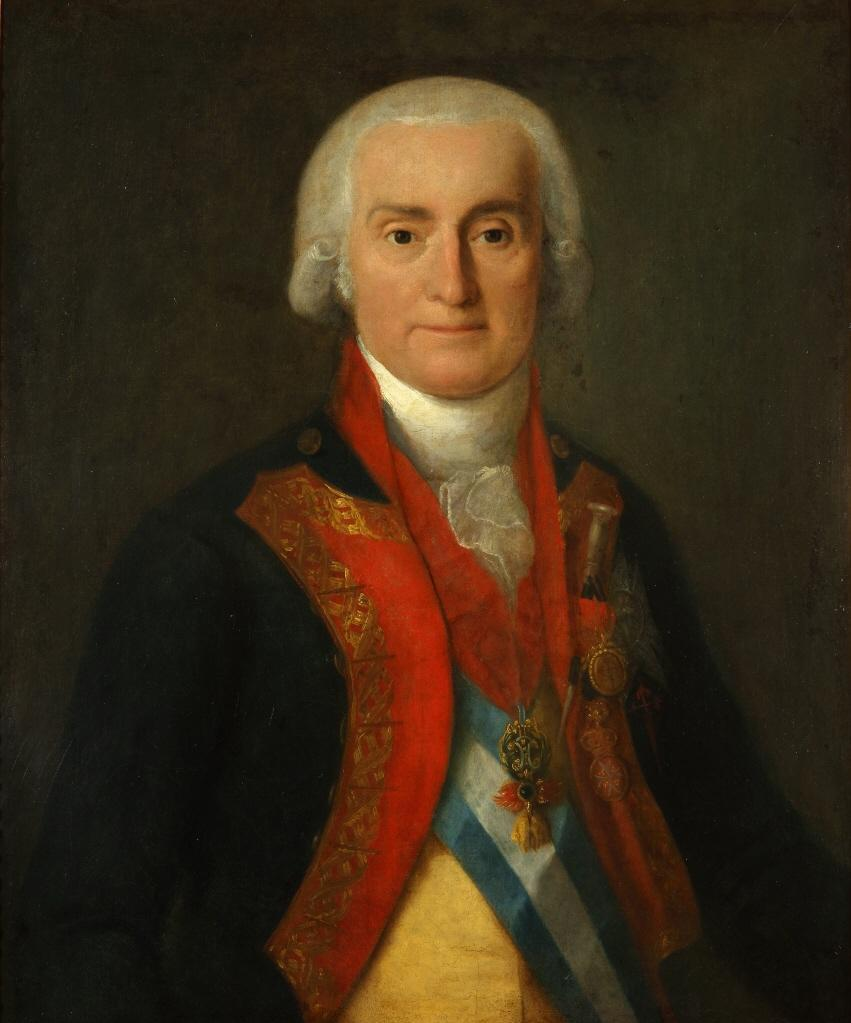
Портрет Педро Тельеса-Хирона, 9-го герцога Осуны, музей Ласаро Гальдиано, Мадрид.
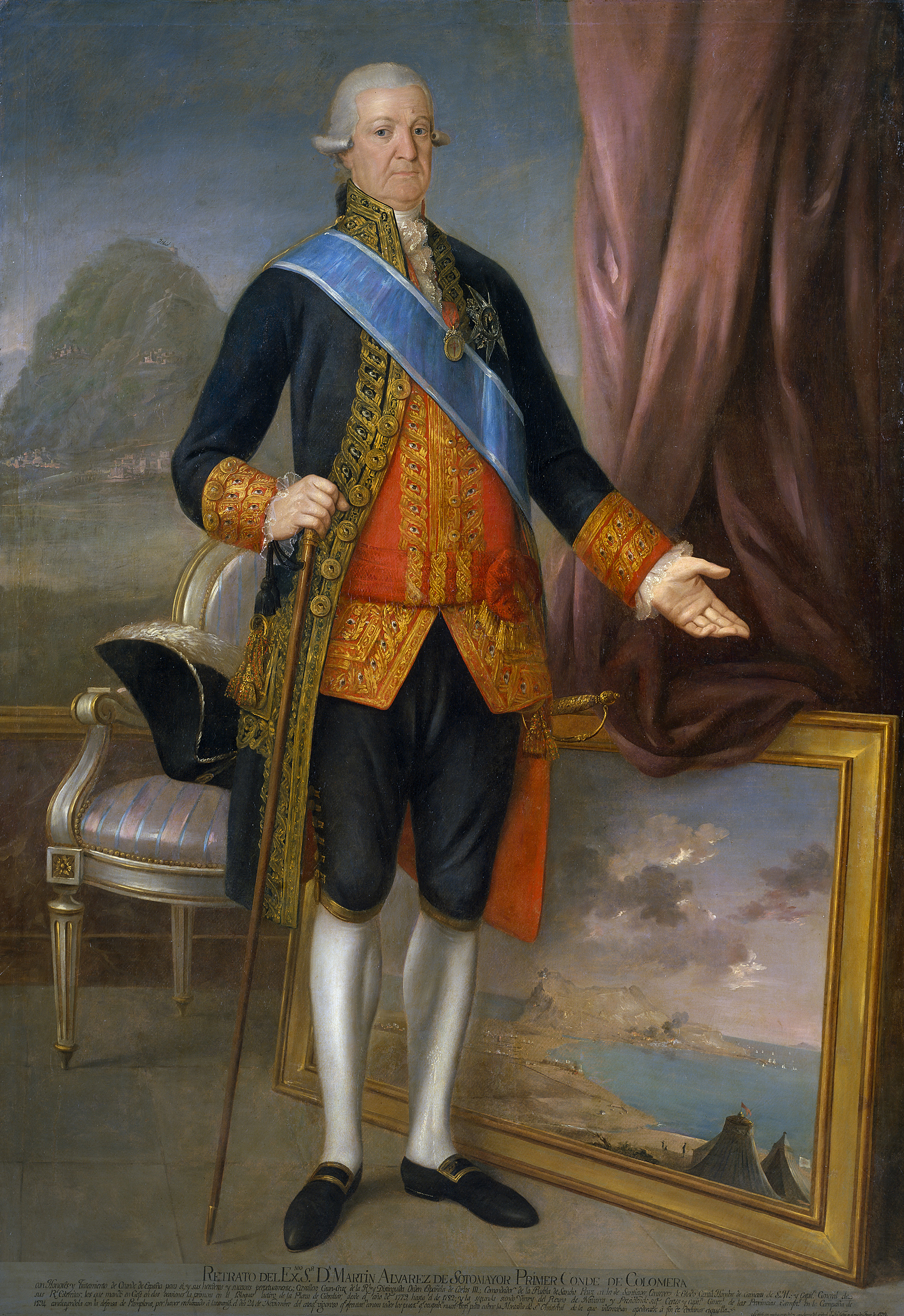
Портрет Мартина Антонио Альвареса де Сотомайора-и-Сото-Флореса, музей Прадо, Мадрид.